# Tetragoneura neopollux
Tetragoneura neopollux är en tvåvingeart som beskrevs av Duret 1991. Tetragoneura neopollux ingår i släktet Tetragoneura och familjen svampmyggor. Inga underarter finns listade i Catalogue of Life.